# Eadberht II
Eadberht II fou Rei de Kent conjuntament amb Sigered. Eadberth aparentment era fill d'Æðelberht II. Eadberht II és conegut a partir de tres cartes. Arran de confusió amb Eadberht I, aquestes cartes han estat sotmeses a manipulacions. Una és datada de l'any 747 (l'any abans de la mort de Eadberht I), però amb testimoni de l'Arquebisbe de Canterbury Bregowine (761-764), mentre que les altres altres dues cartes sense data, una de les quals fa referència a Æðelberht II (atque clementissimi regis Æthelberti, et corporum sepulture, necnon et pro missarum solemniis exhibendis). Eadberht II també feu de testimoni en una carta de Sigered, datada l'any 762.